# Hobble-Gruppe
Die Hobble-Gruppe ist eine mit einem Notnamen bezeichnete Gruppe attisch-schwarzfiguriger Panathenäischer Preisamphoren. Die beiden Vasen der Gruppe können anhand der Inschriften auf den Vasen, die den Namen des amtierenden attischen Archonten Pythodelos nennen, in das Jahr 336/5 v. Chr. datiert werden, vom Stil her sind sie von einem Maler bemalt worden.
1. London, British Museum 1873.8-20.369A.[1] Aus Cerveteri. Vorderseite Athena zwischen Säulen, Rückseite Hoplitodromos.
2. München, Staatliche Antikensammlungen 7768.[2] Aus Athen. Vorderseite Athena zwischen Säulen, Rückseite Pferderennen.

Die Gefäße sind in der Tradition der Preisamphoren schwarzfigurig dekoriert, zu einer Zeit, als eigentlich schon seit mehr als 100 Jahren nur noch rotfigurige Vasen produziert wurden. Ihren Namen bekam die Gruppe aufgrund der Darstellung der Athena, die im engen Gewand mit großgezipfelten Säumen („hobble skirt“) gezeigt wird. Die Darstellung der Athena wirkt äußerst manieriert, anders die Bilder der Athleten, die ähnlich wie auch die Plastik des 4. Jahrhunderts v. Chr. Proportionen und Haltungen korrekt wiedergeben.